# Lordotus divisus
Lordotus divisus är en tvåvingeart som beskrevs av Cresson 1919. Lordotus divisus ingår i släktet Lordotus och familjen svävflugor. Inga underarter finns listade i Catalogue of Life.